# Kevin Kurányi
Kevin Dennis Kuranyi (nascut el 2 de març del 1982 a Rio de Janeiro) és un futbolista alemany, retirat l'any 2017.
Després d'haver jugar 52 partits amb la selecció alemanya, va ser expulsat del combinat nacional pel seleccionador Joachim Löw, en abandonar la concentració de l'equip en saber que no jugaria al partit que la selecció disputava contra Rússia. El seleccionador va anunciar que no el tornaria a convocar, ja que el jugador va abandonar la concentració sense avisar a ningú i no va estar localitzable durant les següents hores.

## Referències

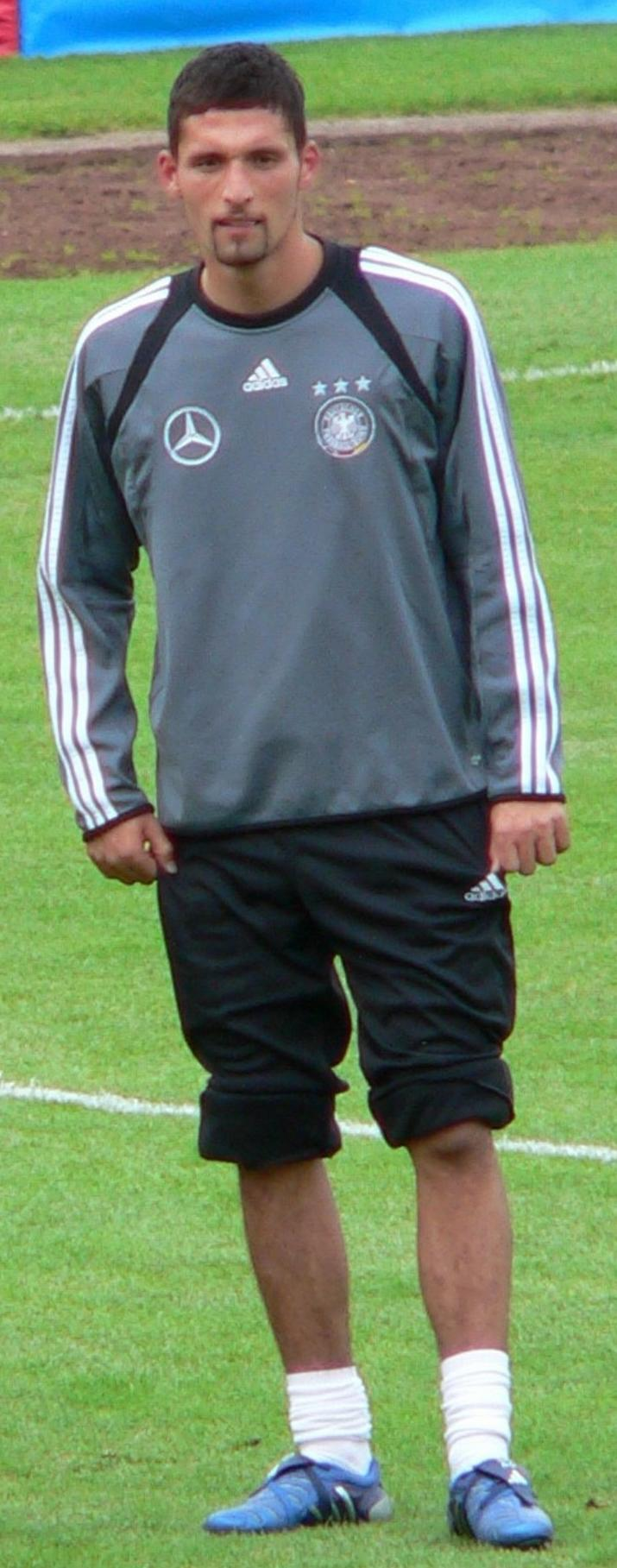
Kevin Kuranyi el 2005.